# Crested Butte
Crested Butte es una prominente cima de las montañas Elk de las Montañas Rocosas de Norteamérica. El pico de 12.168 pies (3.709 m) está situado en el Bosque Nacional Gunnison, a 3,4 km (2,1 millas) al noreste por el este (rumbo 59°) del pueblo de Crested Butte en el condado de Gunnison, Colorado, Estados Unidos. Los remontes y pistas de esquí del Crested Butte Mountain Resort ocupan el lado norte de la montaña.

## Clima
El subtipo de Clasificación Climática de Köppen para el Crested Butte es "Dfc" que es subártico continental. Este tipo de clima está dominado por la temporada de invierno con un largo y riguroso período de frío de mínimas horas de luz, fuertes nevadas y baja humedad. El promedio anual de nevadas es de 198,4 pulgadas (504 cm) y en enero se registró el promedio más alto de nevadas con 40 pulgadas (100 cm). Julio es el mes más cálido con una temperatura media de 14,0 °C (57,2 °F) mientras que enero es el mes más frío con una temperatura media de 11,8 °C (-11,2 °C). La temperatura media del año es de 1,5 °C (34,7 °F).

## Geología
Crested Butte es un lacolito, formado cuando el magma se introdujo en el esquisto de Mancos hace aproximadamente 30 millones de años. Posteriormente, la roca sedimentaria más blanda y superpuesta se ha erosionado, exponiendo la roca ígnea más resistente. El grueso del Crested Butte está compuesto por pórfido de monzonita de cuarzo y pórfido de granodiorita. Las laderas inferiores están formadas por esquisto de Mancos superpuesto a los escombros de las laderas graníticas de arriba. El Esquisto de Mancos en la base de Crested Butte puede ser un sustrato inestable para la construcción y dar lugar a peligros geológicos como deslizamientos de tierra.
Crested Butte es uno de los más de una docena de lacolitos en el Elk y las montañas adyacentes de West Elk. Las intrusiones de magma asociadas a estos lacolitos dieron como resultado el metamorfismo de contacto de la roca sedimentaria circundante y la mineralización. El metamorfismo también alteró el carbón bituminoso presente en la roca sedimentaria para convertirlo en un carbón de mayor calidad, como la antracita, que fue extraída extensamente en la zona de Crested Butte a finales del siglo XIX y principios del XX.

## Galería

El Crested Butte visto desde el lago Meridiano
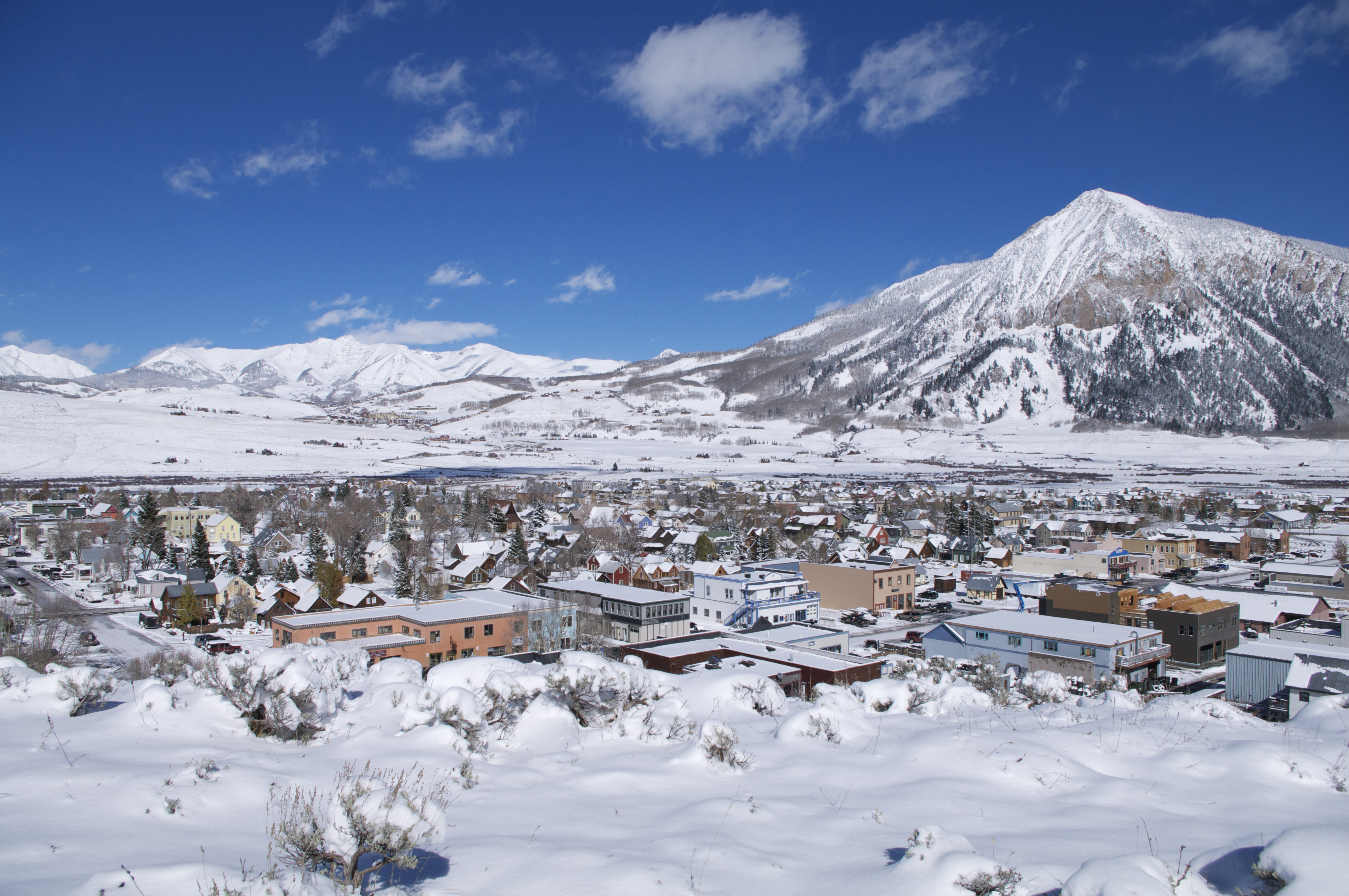
El Crested Butte y el pueblo de Crested Butte
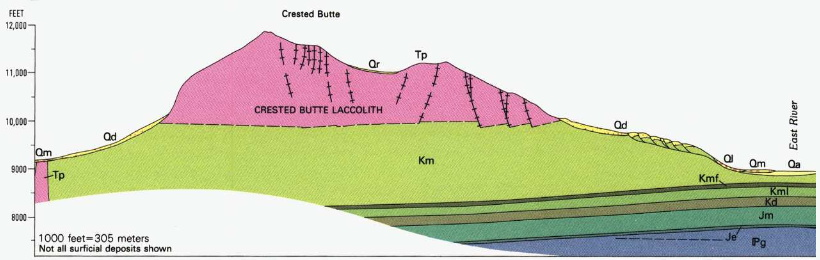
Corte transversal geológico de Crested Butte